# 테오 코건

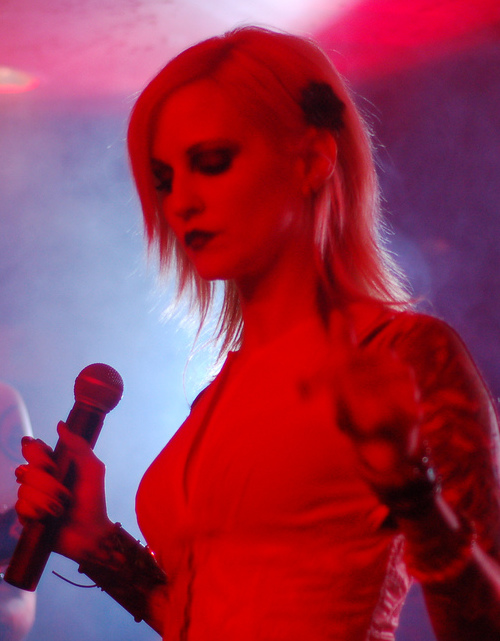

테오 코건(Theo Kogan, 1969년 12월 23일 ~ )은 미국의 배우, 가수, 모델, 영화배우이다.
브루클린에서 태어났다.

## 영화
- 폴링 어웨이크 (2009년)
- 인 더 컷 (2003년)
- 올챙이 (2002년)
- 엽기 영화 공장 (1999년)
- 비상 근무 (1999년)